# ماركوس غافيوس أبيشيوس

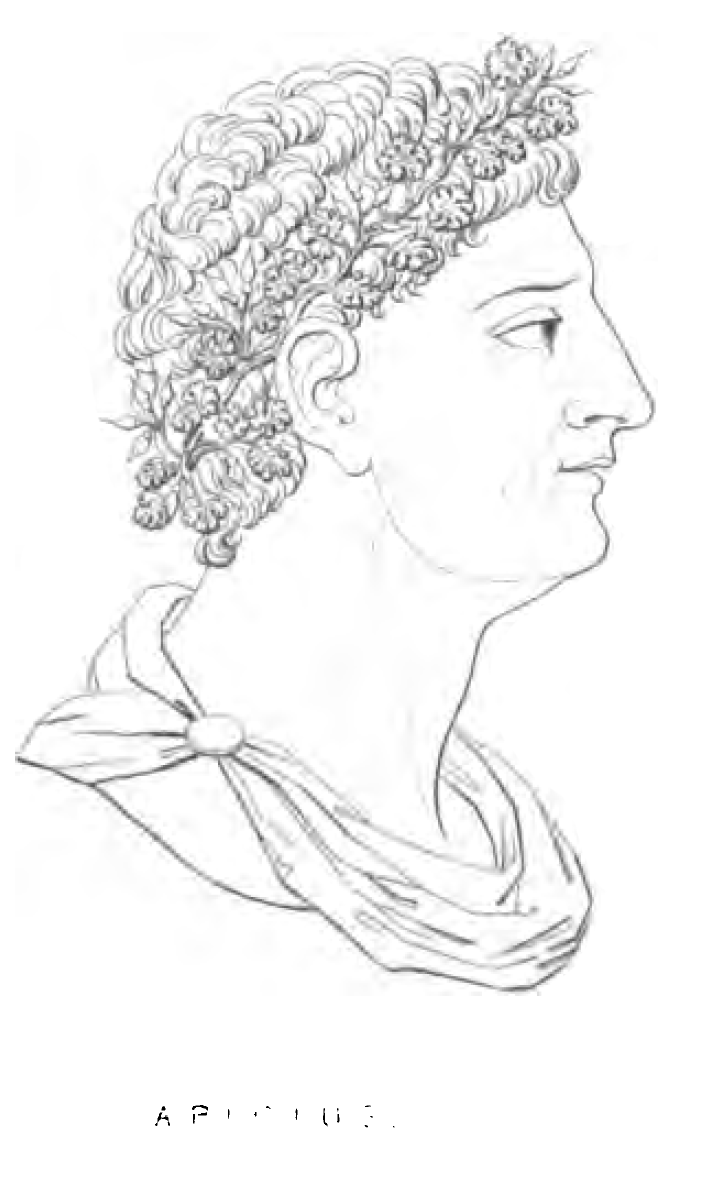
بورتريه لأبيشيوس من قبل الرسام ألكسس سوير.

ماركوس غافيوس أبيشيوس هو كاتب طبخ روماني قديم عاش في أوائل القرن الأول الميلادي ويعتقد أنه مؤلف كتاب الطبخ الشهير في ذلك الوقت أبيشيوس وألذي سمي بإسمه إلا أن هناك خلط بينه وبين طباخ آخر إسمه أبيشيوس عاش في أواخر القرن الأول الميلادي، وقد أشتهر بابتكاره للمشروبات الكحولية في ذلك الوقت.

## روابط خارجية
- ماركوس غافيوس أبيشيوس على موقع الموسوعة البريطانية (الإنجليزية)